# 瓦尔纳自由大学
瓦尔纳自由大学，全称瓦尔纳的自由大学奇尔诺里兹特茨哈拉巴尔（Варненският свободен университет „Черноризец Храбър"），是保加利亚最大的私立大学，总部设在瓦尔纳市的金沙度假胜地附近。该大学有三个学院：国际经济学和管理学院、法律学院和建筑学院。
瓦尔纳自由大学是在中国教育部合法大学列表中的大学。教學使用的语言是保加利亚语、英语和俄语。

## 历史
瓦尔纳自由大学创建了于1991年。于1995年7月21日得到第37届國会確認其大學地位。瓦尔纳自由大学在世界各地有众多的学术合作伙伴。

## 学术简介
瓦尔纳自由大学除一般教學外，也提供在职進修和远程学习。可授與學位学位包括本科、硕士和博士，計有80多个本科和硕士研究生课程及20個博士课程，共有超过12,000名学生。
本科生及硕士班的領域有心理学、国际关系和法律、法律、商务旅游管理、国际商务管理、公共行政和管理、公共管理和法律、国际经济关系、 财务和会计、国际经济与贸易、政治和媒体的营销、信息与计算机科学、计算机设计、建筑、建筑设计、环境、平面设计、建筑楼宇及设施、消防安全和人員保护、时尚和时装管理、广告设计和营销、舞蹈、保障国家安全、打击犯罪和维护公共秩序等。
博士班的領域有普通心理学、教学心理学和年龄心理学、宪法、民法和家庭法、国际法和国际关系、法庭学、犯罪学、特殊管理、组织和管理生产（产业）、组织和管理领域的材料生产、政治经济学、世界经济与国际经济的关系、经济与管理（工业）与其他艺术、室内设计、建筑楼宇、结构和组成部分、规划和景观建筑、城市规划、 建筑设计、建材、工業安全和消防器材、材料生产和多领域的组织和管理等。
瓦尔纳自由大学每年开辦奖学金计划和经济济助，除了优异成绩的学生以外，戏剧、舞蹈和体育专业才能学生也可以申请奖学金。

## 校园
瓦尔纳自由大学是保加利亚拥有最现代化校园的學校之一。校區离海边只有几米，和金沙度假胜地相邻。校區内有各項教学及行政設施，以及图书馆、欧洲杯预选赛中心、俄罗斯中心、就业指导中心、医疗中心、温泉水疗館、餐厅、咖啡馆、宿舍、停车场、公园和休闲娱乐設施。
大学校园的一部分是斯莫梁城市的附属大学。

## 外部連結
- 瓦尔纳自由大学官方网站 （页面存档备份，存于）

43°16′N 28°02′E / 43.26°N 28.03°E